# Drangey
Drangey (isländskt uttal: [ˈtrauŋkˌeiː]) är en ö i fjorden Skagafjörður i regionen Norðurland vestra på norra Island. Ön är en rest av en 700 000 år gammal vulkan, som till största delen består av vulkanisk palagonittuff, som bildar en massiv stenfästning.